# Seremban
Seremban (tiếng Mã Lai Negeri Sembilan: Soghomban, Somban; Jawi: سرمبن‎) là thành phố ở bang Negeri Sembilan, Malaysia. Thành phố Seremban có diện tích 959 km²; dân số thời điểm năm 2010 là 439.296 người.
Đây là thành phố đông dân thứ 14 Malaysia theo dân số.

## Khí hậu
| Dữ liệu khí hậu của Seremban            | Dữ liệu khí hậu của Seremban | Dữ liệu khí hậu của Seremban | Dữ liệu khí hậu của Seremban | Dữ liệu khí hậu của Seremban | Dữ liệu khí hậu của Seremban | Dữ liệu khí hậu của Seremban | Dữ liệu khí hậu của Seremban | Dữ liệu khí hậu của Seremban | Dữ liệu khí hậu của Seremban | Dữ liệu khí hậu của Seremban | Dữ liệu khí hậu của Seremban | Dữ liệu khí hậu của Seremban | Dữ liệu khí hậu của Seremban |
| Tháng                                   | 1                            | 2                            | 3                            | 4                            | 5                            | 6                            | 7                            | 8                            | 9                            | 10                           | 11                           | 12                           | Năm                          |
| --------------------------------------- | ---------------------------- | ---------------------------- | ---------------------------- | ---------------------------- | ---------------------------- | ---------------------------- | ---------------------------- | ---------------------------- | ---------------------------- | ---------------------------- | ---------------------------- | ---------------------------- | ---------------------------- |
| Trung bình ngày tối đa °C (°F)          | 30.9 (87.6)                  | 31.7 (89.1)                  | 32.5 (90.5)                  | 32.2 (90.0)                  | 31.7 (89.1)                  | 31.3 (88.3)                  | 31.1 (88.0)                  | 30.9 (87.6)                  | 31.2 (88.2)                  | 31.2 (88.2)                  | 31.0 (87.8)                  | 31.0 (87.8)                  | 31.4 (88.5)                  |
| Trung bình ngày °C (°F)                 | 26.6 (79.9)                  | 27.2 (81.0)                  | 27.7 (81.9)                  | 27.8 (82.0)                  | 27.5 (81.5)                  | 27.1 (80.8)                  | 26.9 (80.4)                  | 26.8 (80.2)                  | 26.9 (80.4)                  | 27.0 (80.6)                  | 26.9 (80.4)                  | 26.8 (80.2)                  | 27.1 (80.8)                  |
| Tối thiểu trung bình ngày °C (°F)       | 22.3 (72.1)                  | 22.7 (72.9)                  | 22.9 (73.2)                  | 23.4 (74.1)                  | 23.4 (74.1)                  | 23.0 (73.4)                  | 22.7 (72.9)                  | 22.8 (73.0)                  | 22.7 (72.9)                  | 22.8 (73.0)                  | 22.9 (73.2)                  | 22.6 (72.7)                  | 22.9 (73.1)                  |
| Lượng Giáng thủy trung bình mm (inches) | 114 (4.5)                    | 110 (4.3)                    | 178 (7.0)                    | 232 (9.1)                    | 180 (7.1)                    | 119 (4.7)                    | 127 (5.0)                    | 143 (5.6)                    | 158 (6.2)                    | 237 (9.3)                    | 252 (9.9)                    | 193 (7.6)                    | 2.043 (80.3)                 |
| Nguồn: Climate-Data.org                 |                              |                              |                              |                              |                              |                              |                              |                              |                              |                              |                              |                              |                              |

## Thành phố kết nghĩa
- Bukittinggi, Indonesia[2]
- Izumi, Nhật Bản[3]